# Stazione di Roda
La stazione di Roda è stata una fermata ferroviaria posta lungo la ex linea ferroviaria a scartamento ridotto Ora-Predazzo chiusa il 10 gennaio 1963, a servizio del comune di Roda frazione di Ziano di Fiemme.

## Strutture e impianti
La fermata era composta da una pensilina in pietra e dal binario di circolazione. A novembre 2015 rimane la pensilina in pietra mentre il binario è stato smantellato. La fermata è l'unica rimasta integra.